# Швец, Оксана Александровна
Окса́на Алекса́ндровна Швец (укр. Оксана Олександрівна Швець; 10 февраля 1955, Киев — 17 марта 2022, Киев) — украинская актриса. В 1996 году она была удостоена звания «Заслуженной артистки Украины». Работала в Киевском академическом Молодом театре с момента его основания в 1980 году до своей смерти, а также выступала в Тернопольском музыкально-драматическом театре и Киевском театре сатиры. Играла в кино и на телевидении, например, в сериалах «Дом с лилиями» и «Возвращение Мухтара».

## Биография
Оксана Швец родилась 10 февраля 1955 года в Киеве. Она окончила театральную студию при Театре имени Ивана Франко в 1975 году, затем театроведческий факультет Киевского национального университета театра, кино и телевидения имени И. К. Карпенко-Карого в 1986. Работала в Тернопольском музыкально-драматическом театре, Киевском театре сатиры и Молодом театре с 1980 по 2022 годы. В 1996 году за многолетнюю актёрскую деятельность и «выдающиеся достижения в исполнительском искусстве» ей было присвоено звание «Заслуженной артистки Украины». Театральный критик Олег Вергелис отметил игру актрисы в роли свекрови в спектакле «Зачарованный», основанном на пьесе Ивана Карпенко-Карого «Бесталанная». Он увидел в её исполнении сложность, несвойственную для традиционного образа свекрови с дурным нравом.
У поэта Сергея Губерначука, партнёра Оксаны Швец по сцене, есть посвященные ей стихи.
Актриса погибла в Киеве во время ракетного обстрела её дома российскими войсками в 4:48 утра 17 марта 2022 года, на 21-й день широкомасштабного вторжения России.

## Роли в театре
- Люси — «С весной к тебе вернусь», Алексей Казанцев (реж. А. Заболотный)
- Девочка — «Дума о любви», Стельмах (реж. А. Заболотный)
- Клара — «Первый грех», Алексей Коломиец (реж. Г. Кононенко)
- Горожанка, Зависть — «Сирано де Бержерак», Эдмон Ростан (реж. В. Шулаков)
- Плакальщица — «Слово о полку Игореве» (реж. В. Шулаков)
- Наташа — «Три сестры», А. П. Чехов (реж. А. Утэганов)
- Калинкина — «Гоген, пейзаж», Семён Злотников (реж. А. Булыга)
- Конни — «Репортаж» по мотивам произведений Юрия Фучика, Владимира Коротича, Уильяма Шекспира (реж. В. Шулаков)
- Бабочка — «Золотой цыпленок», Владимир Орлов (реж. В. Шулаков)
- Маша — «Человек с хвостом», Григорий Остер (реж. В. Семенцов)
- Эльф, Пионерка — «Баня», В. Маяковский (реж. В. Шулаков)
- Медсестра — «Маленькая футбольная команда», Юрий Щербак (реж. В. Шулаков)
- Блондинка — «Диктатура совести», Михаил Шатров (реж. Л. Танюк)
- Сапожникова — «Революционный этюд», Михаил Шатров (реж. Л. Танюк)
- Юлька — «Хоттабыч», Лазарь Лагин (реж. В. Шулаков)
- Оля — «Пригвождена», Владимир Винниченко (реж. В. Оглобин)
- Мальвина — «Буратино», Алексей Толстой (реж. В. Чхаидзе)
- Блаженная, Шарлотта — «Марат-сад», Петер Вайс (реж. В. Шулаков)
- Эвжени — «Шельменко-денщик», Григорий Квитко-Основьяненко (реж. В. Шулаков)
- Королевна — «Король и морковь», Владислав Кшеминский (реж. Я. Козлов)
- Литовка — «Вий», Тамара Тамильченко по произведениям Николая Гоголя (реж. В. Шулаков)
- Христонька — «Вот погиб Гуска», Николай Кулиш (реж. Е. Морозов)
- Агата — «Эрлин», Оскар Уайльд (реж. В. Шулаков)
- Ермелина — «Оркестр», Жан Ануй (реж. А. Кужельный)
- Советник — «Бригадир», Д. Фонвизин (реж. М. Карасев)
- Снегурочка — «Новогодний детектив», Виктор Мютников (реж. А. Светляков)
- Жизель — «Скандал в театральной семье», Жан Марсан (реж. Е. Курман)
- Франтиха, Миллионерша, Настя, Мерония, Наталья, Химка — «За двумя зайцами», Михаил Старицкий (реж. В. Шулаков)
- Долли Хэмма — «Проклятие лунного озера», Теннесси Уильямс (реж. М. Яремкив)
- Маиса — «Ревизор», Н. В. Гоголь, Николай Кулиш (реж. С. Моисеев)
- Анна Кулишевич — «Талан», Михаил Старицкий (реж. М. Яремкив)[8]
- Клеопатра Максимовна — «Гоголь-моголь из двух яиц», Н. Эрдман (реж. А. Меркулова)[9]
- Мадам Жорж — «Голубка», Жан Ануй (реж. А. Бакиров)
- Королева — «Русалочка», Людмила Разумовская по сказке Ханса Кристиана Андерсена (реж. Е. Курман)

## Фильмография
- «Наследники» (1974) — эпизодическая роль
- «Завтра будет завтра» (2003) — эпизодическая роль
- «Тайна Святого „Патрика“» (2006) — эпизодическая роль
- «Возвращение Мухтара» (2011) — Купцова[2][3][10]
- «Дом с лилиями» (2014) — директор детского дома[1][11]